# Olbrachcice (województwo świętokrzyskie)
Olbrachcice – wieś w Polsce, położona w województwie świętokrzyskim, w powiecie jędrzejowskim, w gminie Wodzisław.
| SIMC    | Nazwa                 | Rodzaj  |
| ------- | --------------------- | ------- |
| 0279367 | Nowizna Strzeszkowska | kolonia |

W latach 1975–1998 kolonia położona była w województwie kieleckim.